# Moonglow (Lied)
Moonglow, auch bekannt als Moonglow and Love, ist ein populärer Song, der 1934 publiziert wurde. Die Musik stammt von Will Hudson und Irving Mills, mit einem Text von Eddie DeLange.

## Hintergrund
Als der Schriftsteller George T. Simon an einer Zusammenstellung von Musik für The Big Band Songbook arbeitete, kontaktierte er den Komponisten Will Hudson bezüglich „Moonglow“: Hudson erklärte, wie die Melodie zustande kam. „Es passierte sehr einfach. In den frühen 30ern hatte ich eine Band im Graystone Ballroom in Detroit und brauchte einen Titelsong. Also schrieb ich Moonglow.“
Moonglow ist eine 32-taktige Melodie in der Liedform AABA. Moonglow erscheint in Jazz-Büchern und Notenblättern in der Tonart G, obwohl angenommen wird, dass sie ursprünglich in der Tonart C gehalten war. Das melodische Riff des A-Teils besteht aus einem wiederholten kleinen dritten Intervall, gefolgt von einem großen dritten Intervall und einer wiederholten Note. Die harmonische Bewegung befindet sich größtenteils in einem aufsteigenden Kreis von Vierteln oder mit absteigenden chromatischen Substitutionen, aber es gibt auch eine Bewegung zwischen Terzen oder zwischen Dur- und Moll-Septakkorden. Moll-Septakkorde werden in dieser Melodie oft in der ersten Umkehrung gespielt und können daher als sechs Akkorde des relativen Dur betrachtet und notiert werden. Die langsame Swing-Nummer basiert Carlo Bohländer zufolge auf den Harmonien von Ellingstons „Lazy (Swanee) Rhapsody“.
Rhythmisch ist Moonglow ein Foxtrott, der normalerweise in einem langsamen Tempo gespielt wird, obwohl einige Interpreten, insbesondere Art Tatum, ihn schneller gespielt haben. Der Rhythmus ist synchronisiert. Jazzmusiker swingen normalerweise die Achtelnoten.
Moonglow wurde erstmals im September 1933 von Joe Venuti und seinem Orchester aufgenommen, noch bevor der Song vom Musikverlag von Irving Mills veröffentlicht wurde; Venuti mochte den Song so sehr, dass er ihn einen Monat später nochmals einspielte. Hudson schaffte es, seine Melodie in die Broadway-Show Blackbirds of 1934 zu bringen, die im Dezember 1933 in New York eröffnet wurde und schließlich im August 1934 in London gespielt wurde. Hierfür erhielt er einen Text von Eddie DeLange.

## Weitere Aufnahmen
Weitere Aufnahmen entstanden Anfang 1934 durch Cab Calloway und durch Benny Goodman als Instrumentalversionen; Goodmans Version war sein erster wirklich großer Hit, der 15 Wochen lang auf Platz eins in den amerikanischen Charts war. Die Version, die das Casa Loma Orchestra im Juli 1934 aufnahm, war die erste Version mit Text, der von Kenny Sargent gesungen wurde. Im nächsten Monat spielte Ethel Waters ihre Coverversion mit dem Orchester der Dorsey Brothers. Auch Art Tatum nahm den Song 1934 auf.
Seitdem entwickelte sich der Song zum Jazzstandard, der häufig aufgeführt und aufgenommen wurde. Das Benny Goodman Quartet mit Teddy Wilson, Gene Krupa und Lionel Hampton nahm 1936 eine berühmte Version des Songs auf; Artie Shaw spielte ihn 1941, und Harry James 1946 (veröffentlicht 1950 auf Columbia) ein; 1953 folgte Don Byas (mit Mary Lou Williams). Moonglow wurde 1956 auch im Film The Benny Goodman Story verwendet; dort bildete die Melodie die Basis für den Titelsong des Films, „Picnic“.
Bing Crosby nahm das Lied 1956 zur Verwendung in seiner Radiosendung auf (es ist in dem 2009 von Mosaic Records herausgegebenen Box-Set The Bing Crosby CBS Radio Recordings (1954-56) enthalten). Andere prominente Sänger, die Moonglow aufgenommen haben, sind June Christy (1946), Billie Holiday (1952) und Sarah Vaughan (1962). Eine Aufnahme von George Cates und seinem Orchester erreichte Platz vier. The Coasters veröffentlichten eine Version auf ihrem Album One by One (1960). Im Bereich des Jazz sind laut Tom Lord zwischen 1933 und 2019 622 Versionen des Songs aufgenommen worden.